# Lijst van burgemeesters van Tietjerksteradeel
Dit is een lijst van burgemeesters van de Nederlandse gemeente Tietjerksteradeel (Tytsjerksteradiel) in de provincie Friesland.
| Ambtsperiode | Naam burgemeester                                 | Partij of stroming | Bijzonderheden                       |
| ------------ | ------------------------------------------------- | ------------------ | ------------------------------------ |
| 1851 - 1858  | jhr.mr. Hobbe Baerdt van Sminia                   |                    | vanaf 1823 grietman                  |
| 1858 - 1864  | mr. J.G.W.H. baron van Sijtzama                   |                    |                                      |
| 1864 - 1880  | jhr.mr. Johan Æmilius Abraham van Panhuys         |                    | werd burgemeester van Groningen      |
| 1880 - 1914  | Sikko Berent Drijber                              |                    |                                      |
| 1914 - 1920  | Johan Bothenius Lohman                            |                    |                                      |
| 1920 - 1943  | Frederik Willem Steenhuisen                       |                    |                                      |
| 1943 - 1945  | Gerhard Willem Frijling                           | NSB                |                                      |
| 1945 - 1948  | Frederik Willem Steenhuisen                       |                    |                                      |
| 1948 - 1971  | Walle Melis Oppedijk van Veen                     |                    |                                      |
| 1971 - 1982  | Henri Willem Karel ridder Huyssen van Kattendijke | CHU / CDA          | was burgemeester van Vriezenveen     |
| 1982 - 1986  | Aad van Dulst                                     | CDA                |                                      |
| 1986 - 1996  | Jaap Mulder                                       | CDA                | Was gedeputeerde provincie Friesland |
| 1996 - 2011  | Gerrit Jan Polderman                              | VVD                | Was burgemeester van Wijhe           |
| 2011 - 2016  | Eric ter Keurs                                    | VVD                | Was burgemeester van Leeuwarderadeel |
| 2016 - 2017  | Wilma Mansveld                                    | PvdA               | Waarnemend                           |
| 2017 - 2025  | Jeroen Gebben                                     | VVD                | [ 2 ] [ 3 ]                          |
| 2025 - heden | Tineke Schokker                                   | CDA                | Waarnemend                           |